# Anne Kari Lande Hasle
Anne Kari Lande Hasle, född 4 januari 1946, är en norsk ämbetsman. Hon var departementsråd (högsta ämbetsman) i Barn- och familjedepartementet (1990–1996) och i Hälsodepartementet (1999–2013). Hon var den andra kvinnan efter Karin Maria Bruzelius som blev departementsråd i Norge. På 1980-talet var hon regeringens specialrådgivare i narkotikafrågor och på 1990-talet direktör för forskningsinstitutet NOVA. Hon var 1 vice ordförande för Norsk Kvinnesaksforening kvinnoforeningarna 1978–1982, under Bruzelius tid som ordförande. Hon är styrelseledamot i Oslo universitetssjukhus.